# Xenoxybelis argenteus
Xenoxybelis argenteus — вид отруйних змій родини полозових (Colubridae). Мешкає в Південній Америці.

## Поширення і екологія
Xenoxybelis argenteus мешкають в Південній Америці на схід від Анд, на території Колумбії, Венесуели, Гаяни, Французької Гвіани, Суринаму, Еквадору, Бразилії, Перу і північної Болівії. Вони живуть у вологих рівнинних і гірських тропічних лісах, на висоті до 1200 м над рівнем моря. Живляться переважно дрібними наземними і деревними ящірками і амфібіями.